# Mohammad Mosaddegh
Mohammad Mosaddegh (pers. ‏محمد مصدق‎ Moḥammad Moṣaddeq; ur. w 1880 lub w 1882 w Teheranie, zm. 5 marca 1967 w Ahmadabadzie) – irański polityk, doktor prawa, uczestnik rewolucji konstytucyjnej, deputowany, minister i gubernator kilku prowincji. Demokratycznie wybrany premier Iranu, urzędujący w latach 1951–1953 (z krótką przerwą w 1952). Inicjator nacjonalizacji irańskich zasobów ropy naftowej. W 1951 wybrany Człowiekiem Roku przez tygodnik Time. Podejrzewany przez rządy Stanów Zjednoczonych i Wielkiej Brytanii o inklinacje komunistyczne, został obalony w zorganizowanym przez CIA i MI6 wojskowym zamachu stanu w 1953; resztę życia spędził w uwięzieniu.

## Życiorys

### Wczesne życie i kariera polityczna

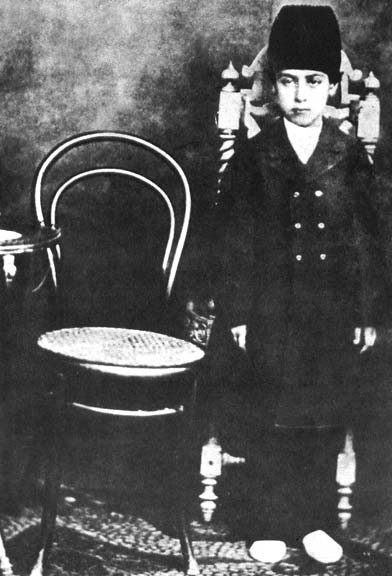
Mosaddegh jako dziecko

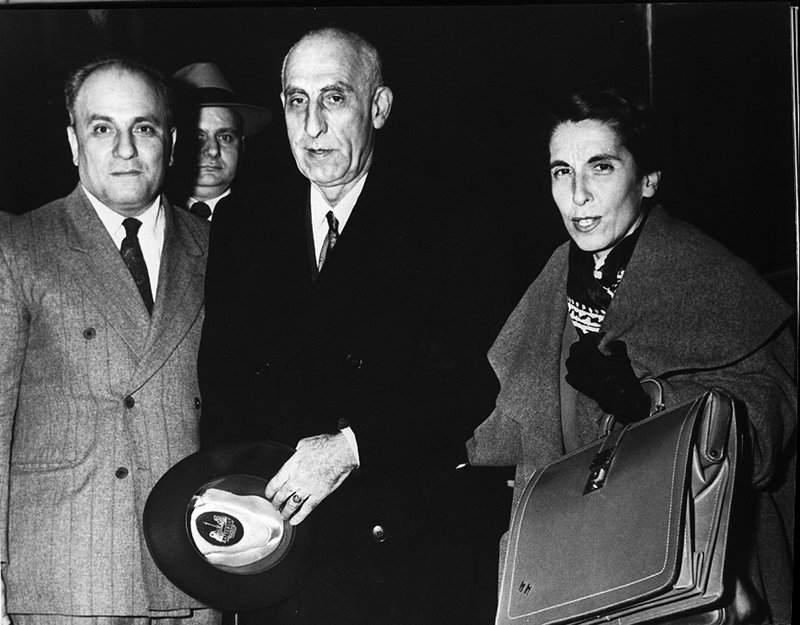
Mosaddegh z córką i synem

Mohammad Mosaddegh urodził się w 1880 lub w 1882 w Teheranie, w rodzinie urzędnika. Po kądzieli był potomkiem dynastii Kadżarów (posiadał tytuł Mosaddegh as-Saltane). Zdobył doktorat prawa w Szwajcarii. Uczestniczył w perskiej rewolucji konstytucyjnej z 1906, był m.in. deputowanym do Madżlesu (parlamentu) od pierwszej kadencji, gubernatorem prowincji Fars i Azerbejdżan, ministrem finansów oraz spraw zagranicznych. Sprzeciwiał się persko-brytyjskiemu porozumieniu z 1919, przekształcającemu Persję w brytyjską półkolonię oraz zamachowi stanu Rezy Chana w 1921. Był zwolennikiem sekularyzmu i ustroju monarchii parlamentarnej. W 1925 był jednym z czterech deputowanych, którzy w Madżlesie sprzeciwili się detronizacji Ahmada Szaha Kadżara. Swoją opozycyjną wobec Rezy (teraz już nowego monarchy, Rezy Szaha Pahlawiego) postawę przypłacił aresztowaniem, zesłaniem na prowincję i przymusową polityczną emeryturą.

### Kampania na rzecz nacjonalizacji irańskich złóż ropy naftowej
Na scenę polityczną Mosaddegh powrócił po obaleniu Rezy Szaha w następstwie brytyjsko-radzieckiej inwazji na Iran w 1941. W 1944 ponownie dostał się do Madżlesu. Jako przewodniczący parlamentarnej komisji ds. ropy naftowej opowiadał się za nacjonalizacją irańskiego przemysłu naftowego, kontrolowanego przez brytyjską spółkę Anglo-Iranian Oil Company (AIOC), dając się przy tym poznać ze swojej skromności i prawości, czym zaskarbił sobie szerokie poparcie społeczne. Stworzył koalicję ugrupowań liberalnych, umiarkowanie lewicowych i islamistycznych, która stała się podstawą utworzonego w 1949 Frontu Narodowego (Dżebhe-je Melli-je Iran). Front był zróżnicowaną koalicją, skupioną wokół postulatów przejęcia przez państwo irańskich złóż ropy naftowej, walki z obcą ingerencją w sprawy Iranu oraz przeprowadzenia reform społecznych. Do postulatów Frontu przychylała się komunistyczna partia Tude.
Kwestia ropy na pewien czas zjednoczyła szerokie spektrum polityczne Iranu. Pod koniec 1950 Madżles wycofał się z ratyfikacji wynegocjowanego w 1949 aneksu do umowy koncesyjnej z AIOC z 1933, a przeciwny nacjonalizacji premier gen. Hadż Ali Razmara w marcu 1951 zginął z ręki bojownika organizacji Fedaini Islamu. Kampania Mosaddegha doprowadziła do uchwalenia przez parlament (Madżles i powołany w 1949 Senat) w tydzień po morderstwie Razmary ustawy o upaństwowieniu AIOC, podpisanej przez szacha Mohammada Rezę (syna i następcę Rezy Szaha). Było to pierwsze przejęcie kolonialnego przedsiębiorstwa przez władze kraju Trzeciego Świata, dokonane na pięć lat przez nacjonalizacją Kanału Sueskiego przez Gamala Abdel Nasera. Społeczeństwo Iranu obwołało Mosaddegha bohaterem narodowym, a ajatollah Abolghasem Kaszani porównał go do Cyrusa Wielkiego i Dariusza Wielkiego. Tygodnik „Time” przyznał Mosaddeghowi tytuł Człowieka Roku 1951.
Wskutek niepokojów wywołanych przez upaństwowienie ropy, utworzony po zamachu na Razmarę rząd Hosejna Ali szybko upadł i 30 kwietnia 1951 Madżles, stosunkiem głosów 79:12, obrał premierem Mosaddegha.

### Mosaddegh premierem

#### Konflikt z Wielką Brytanią

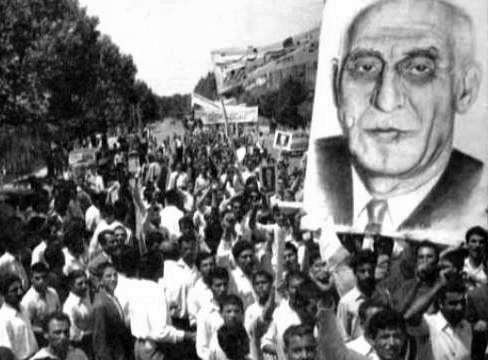
Wiec zwolenników premiera

Jako premier Mosaddegh przystąpił do implementacji decyzji o upaństwowieniu AIOC. Powołał nową spółkę naftową, National Iranian Oil Company (NIOC), na czele której stanął późniejszy premier Mehdi Bazargan.
Aczkolwiek za wywłaszczony majątek zaoferowano odszkodowania, a brytyjskim pracownikom udzielono gwarancji zachowania miejsc pracy, to decyzja irańskich władz wywołała sprzeciw strony brytyjskiej. Zarząd AIOC uznał wywłaszczenie za złamanie warunków koncesji z 1933, zakazujących jednostronnego zerwania kontraktu. W obronie AIOC stanął brytyjski rząd, który wszczął blokadę morską rafinerii w Abadanie. Ta demonstracja siły rozwścieczyła Irańczyków, a Tude zorganizowała strajk generalny. Wielka Brytania zagroziła Iranowi akcją militarną, próbując pozyskać dla tego pomysłu Stany Zjednoczone, ale ich prezydent Harry Truman, którego uwagę poświęcała wówczas wojna w Korei (i zresztą sam sympatyzował z Mosaddeghiem), zdecydowanie się temu sprzeciwił.
Latem 1951 rafineria w Abadanie wstrzymała pracę, brytyjscy specjaliści opuścili Iran, a Londyn nałożył na Teheran sankcje ekonomiczne, m.in. embargo na irańską ropę i zamrożenie aktywów Iranu. Do bojkotu Iranu przyłączyły się amerykańskie spółki naftowe. We wrześniu rafinerię zajęło irańskie wojsko, a Irańczycy na własną rękę podjęli wydobycie ropy, ale wobec embarga (cokolwiek łamanego, m.in. przez Argentynę, Włochy i Japonię) nie byli w stanie jej sprzedawać.
Londyn przekazał sprawę AIOC do Międzynarodowego Trybunału Sprawiedliwości. Mosaddegh argumentował, że decyzja parlamentu ma pierwszeństwo, a Trybunał nie jest władny rozstrzygać spory z udziałem prywatnych spółek. W październiku 1951 osobiście udał się do Nowego Jorku, by przedstawić swoje stanowisko Radzie Bezpieczeństwa ONZ. Mosaddegh był pierwszym przedstawicielem kraju Trzeciego Świata, który wystąpił na forum ONZ. W lipcu 1952 MTS uznał się za niewłaściwy w sprawie AIOC.
17 października 1952 Mosaddegh zerwał stosunki dyplomatyczne Iranu z Wielką Brytanią, oskarżając ten kraj o ingerencję w wewnętrzne sprawy Iranu. Podsyciło to wrogość Brytyjczyków, którzy uznali irańskiego premiera za nieprzewidywalnego.

#### Sytuacja wewnętrzna
Brytyjskie embargo doprowadziło do poważnego kryzysu w gospodarce Iranu, czemu rząd Mosaddegha starał się zaradzić, rozwijając dziedziny gospodarki niezwiązane z ropą naftową, takie jak rzemiosło i drobny przemysł przetwórczy. Bezskutecznie zabiegał też o pomoc finansową Stanów Zjednoczonych.
Reperkusje embarga przyczyniły się do spadku popularności Mosaddegha w społeczeństwie. W grudniu 1951 przeciwnicy i zwolennicy premiera zorganizowali manifestacje, doszło do okupacji gmachu parlamentu.
Na początku 1952 premier wstrzymał wybory do Madżlesu po oddaniu głosów przez mieszkańców miast, kiedy ci wybrali wystarczającą liczbę deputowanych, by osiągnąć kworum. Wcześniej premier przegrał walkę o reformę wyborczą, zaś na prowincji cieszył się znacznie mniejszym poparciem (opowiadał się za pozbawieniem prawa głosu analfabetów, chcąc w ten sposób osłabić potęgę właścicieli ziemskich). Aczkolwiek nowy Madżles jeszcze raz udzielił premierowi wotum zaufania, to po wyborach polaryzacja i radykalizacja społeczna nasiliła się. Mosaddegh musiał lawirować między dworem, obszarnikami, klerem szyickim i komunistami. Wysunięty przez Front Narodowy program reform społecznych (m.in. rolnej) zjednał mu masy ludowe, ale zraził doń latyfundystów i przywódców plemion.
W połowie 1952 premier Mosaddegh popadł w konflikt z szachem Mohammadem Rezą o kontrolę nad wojskiem. Mosaddegh, dążący do wzmocnienia cywilnej kontroli nad siłami zbrojnymi, by móc w zarodku zdławić działania przeciwników nacjonalizacji przemysłu naftowego, zażądał dla siebie prawa desygnowania ministra wojny. Gdy władca odmówił, 17 lipca Mosaddegh złożył dymisję z urzędu premiera, który objął po raz piąty Ahmad Ghawam (Ghawam as-Saltane), krytycznie nastawiony do poczynań Mosaddegha. Wskutek gwałtownych protestów społecznych, w których wiodącą rolę odegrał ajatollah Kaszani (ich kulminacja przypadła 21 lipca, gdy padły ofiary śmiertelne i ranne, a część funkcjonariuszy policji przeszła na stronę protestujących), Mosaddegh powrócił na urząd już po pięciu dniach, jednocześnie obejmując resort wojny (którzy przemianował na resort obrony) i otrzymując od Madżlesu półroczne (następnie wydłużone do roku) specjalne pełnomocnictwa.
Mosaddegh zmniejszył budżet wojskowy, przeprowadził czystkę w korpusie oficerskim, przesunął część personelu wojskowego do żandarmerii i rozpoczął w parlamencie przegląd minionych zakupów broni. Przekazał majątek dworu z powrotem do skarbu państwa, zmniejszył budżet dworu na rzecz resortu zdrowia i poddał państwowej kontroli fundacje dobroczynne działające pod auspicjami szacha, wreszcie ograniczył uprawnienia władcy, zakazując mu kontaktów z zagranicznymi dyplomatami, a zaangażowaną politycznie księżniczkę Aszraf (siostrę bliźniaczkę szacha) wygnał do Francji. Wezwał szacha do parcelacji majątków ziemskich rodziny królewskiej, powołując się na obietnice monarchy złożone w chwili objęcia tronu. Wprowadził ubezpieczenia od choroby i zasiłki dla bezrobotnych, zapowiedział reformy sądownictwa i systemu wyborczego (m.in. przyznanie prawa głosu kobietom). Gdy działania Mosaddegha napotkały opór w obu izbach parlamentu, premier rozwiązał Senat (w połowie mianowany przez szacha) i wycofał swoich zwolenników z Madżlesu, pozbawiając go kworum. Forsowany przez Mosaddegha program reform zyskał poparcie w referendum z lipca 1953.
Mosaddegh sprzymierzył się z Tude, powołując trzech jej polityków do swojego rządu, czym zraził do siebie wielu wcześniejszych zwolenników, m.in. ajatollaha Kaszaniego (który później miał przyłożyć rękę do obalenia Mosaddegha), ale także przywódcę lewicowej i antykomunistycznej Ludowej Partii Pracujących Mozaffara Baghaja, który przeciągnął na swoją stronę część deputowanych Frontu Narodowego, m.in. wiceprzewodniczącego Madżlesu Hosejna Makkiego. Reformy Mosaddegha wywołały sprzeciw burżuazji i elementów klerykalnych. Zachodnia propaganda przedstawiała go jako komunistę, chociaż ten nie chciał pójść drogą, którą kilka lat później obrała Kuba.

#### Obalenie Mosaddegha
O losach Mosaddegha przesądzić miały działania administracji nowego (od stycznia 1953) prezydenta Stanów Zjednoczonych, Dwighta Eisenhowera. Generał objął urząd w atmosferze antykomunistycznej histerii, podsycanej przez kampanię senatora Josepha McCarthy'ego. W tej sytuacji Winston Churchill, od jesieni 1951 ponownie premier Wielkiej Brytanii, zdołał przekonać Eisenhowera, że Mosaddegh jest komunistą, pchającym Iran w objęcia Związku Radzieckiego. Tym bardziej, że Mosaddegh zabiegał o kontrakty naftowe z krajami bloku wschodniego.
Już pod koniec 1952 amerykańska Centralna Agencja Wywiadowcza i brytyjski wywiad MI6 przystąpiły do opracowywania planu obalenia Mosaddegha pod kryptonimem „Ajax” (CIA) lub „Boot” (MI6). Na czele operacji stanął szef CIA na Środkowy Wschód, Kermit Roosevelt Jr.. Anglosaskie służby wywiadowcze ułożyły i natychmiast zaczęły wcielać w życie plan działania złożony z trzech faz:
1. kampanii propagandowej zmierzającej do wykreowania wizerunku Mosaddegha jako proradzieckiego komunisty;
2. destabilizacji Iranu poprzez zaaranżowanie akcji o charakterze kryminalnym, które miały obciążyć zwolenników Mosaddegha, oraz wystąpień przeciwko premierowi;
3. zmuszenia szacha Mohammada Rezy, aby zgodnie ze swoimi konstytucyjnymi uprawnieniami zdymisjonował Mosaddegha i powołał na jego miejsce generała w stanie spoczynku Fazlollaha Zahediego.

Mosaddegh, wciąż cieszący się popularnością, nie zdawał sobie sprawy, że za większością akcji przeciw niemu stoi amerykański wywiad.
Mohammad Reza, świadom popularności Mosaddegha, sceptycznie podchodził do pomysłu odsunięcia premiera. Ostatecznie, pod naciskami swojego otoczenia, szach uległ i w połowie sierpnia 1953 podjął próbę usunięcia Mosaddegha. Wyjechawszy do rezydencji nad Morzem Kaspijskim, podpisał przygotowane przez CIA dekrety o odwołaniu Mosaddegha i powołaniu na jego miejsce Zahediego. Pułkownik Nematollah Nasiri, dowódca gwardii królewskiej i późniejszy dyrektor służby bezpieczeństwa SAWAK, który doręczył Mosaddeghowi dekret o dymisji, został jednak z rozkazu premiera aresztowany, a Mosaddegh ogłosił w radiu, że szach usiłował dokonać zamachu stanu. Czując się zagubiony, 17 sierpnia Mohammad Reza uciekł do Iraku, a następnie do Włoch.
Po ucieczce szacha, wobec fiaska pierwotnego planu, CIA i MI6 wdrożyły plan awaryjny i sprowokowały wybuch zamieszek w Teheranie. W ich trakcie komunistyczni prowokatorzy prowadzili agitację i niszczyli wizerunki Mohammada Rezy oraz jego ojca, a zwolennicy ajatollaha Kaszaniego demonstrowali przeciwko premierowi Mosaddeghowi. Wykorzystując sytuację, 19 sierpnia dowodzone przez gen. Zahediego wojsko zajęło kluczowe punkty stolicy i ogłosiło Zahediego nowym premierem. Mosaddegh zdołał uciec ze swojego otoczonego przez żołnierzy Zahediego domu (który splądrowano), ale po dwóch dniach oddał się w ręce nowych władz. 23 sierpnia szach, na bieżąco informowany o przebiegu puczu, powrócił do kraju.

### Proces, uwięzienie i śmierć

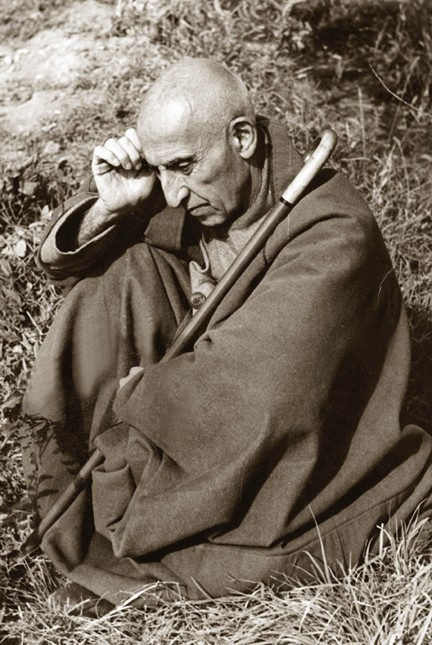
Mosaddegh w trakcie przebywania w areszcie domowym (1965)

Jesienią 1953 obalony Mosaddegh stanął przez trybunałem wojskowym, oskarżony o zdradę i obalenie legalnego rządu. W czasie procesu zachował odważną i godną postawę, czym zyskał uznanie. Za swoje jedyne przewinienie uznał nacjonalizację irańskiego sektora naftowego i walkę z kolonializmem. Szach żądał wyroku śmierci dla Mosaddegha, aby móc potem okazać mu łaskę; jednocześnie rozkazał gwardii królewskiej egzekucję byłego premiera w razie protestów Tude. Mosaddegh został skazany trzy lata więzienia, a następnie na dożywotni areszt domowy. Zmarł na raka 5 marca 1967, uprzednio odmówiwszy podjęcia leczenia za granicą. Rząd nie wyraził zgody na pochówek Mosaddegha w Teheranie, co było wolą byłego premiera, który ostatecznie spoczął na terenie swojej rezydencji.
Do dzisiaj Mosaddegh pozostaje dla wielu Irańczyków mężem stanu i symbolem demokraty.